# Independent Spirit Awards 2024
Die 39. Verleihung der Independent Spirit Awards fand am 25. Februar 2024 in Santa Monica (Kalifornien) statt. Die Mitglieder der Non-Profit-Organisation Film Independent zeichneten dabei die aus ihrer Sicht besten Independent-Filme und -Fernsehproduktionen des Kino- und Fernsehjahres 2023 aus. In der Sparte Kino erhielten die Satire Amerikanische Fiktion und die Beziehungsdramen May December und Past Lives – In einem anderen Leben jeweils fünf Nominierungen und führten das Favoritenfeld an; die meisten Auszeichnungen erhielt jedoch die Tragikomödie The Holdovers mit drei Preisen. Bei den Fernsehserien wurden I’m a Virgo und The Last of Us mit jeweils vier Nominierungen am häufigsten berücksichtigt; The Last of Us und Beef erhielten jeweils zwei Auszeichnungen.
| Film                                | N | A |
| ----------------------------------- | - | - |
| Amerikanische Fiktion               | 5 | 2 |
| Past Lives – In einem anderen Leben | 5 | 2 |
| May December                        | 5 | 1 |
| The Holdovers                       | 4 | 3 |
| Passages                            | 4 | 0 |
| All of Us Strangers                 | 3 | 0 |
| birth/rebirth                       | 3 | 0 |
| Chronicles of a Wandering Saint     | 3 | 0 |
| Eileen                              | 3 | 0 |
| Rotting in the Sun                  | 3 | 0 |
| Theater Camp                        | 3 | 0 |
| Upon Entry                          | 3 | 0 |
| We Grown Now                        | 3 | 0 |
| Fremont                             | 2 | 1 |
| Mountains                           | 2 | 1 |
| A Thousand and One                  | 2 | 1 |
| All Dirt Roads Taste of Salt        | 2 | 0 |
| Bottoms                             | 2 | 0 |
| Earth Mama                          | 2 | 0 |
| Monica                              | 2 | 0 |

## Hintergrund
Beiträge für eine Nominierung konnten vom 22. August bis Anfang Oktober 2023 eingereicht werden.
Eine Neuerung im Vergleich zum Vorjahr war die Aufnahme des Hot Docs Canadian International Documentary Festivals als Plattform über die sich Langfilme für den Independent Spirit Award qualifizieren konnten. Seit 1993 jährlich in Toronto veranstaltet und von der Documentary Organization of Canada organisiert, ist es das größte Dokumentarfilm-Festival in Nordamerika.
Zur Verleihung 2024 wurde die neue Kategorie Best Breakthrough Performance in a New Scripted Series ausgelobt. Geehrt wurde die beste Nachwuchsleistung einer Schauspielerin oder eines Schauspielers in einer neuen Serie. Dabei wurden fünf Nominierungen vergeben. Bei der Verleihung 2023 waren genderneutrale Schauspielkategorien eingeführt worden, wie es auch andere bekannte Preisverleihungen wie die Grammys, Gotham Awards, British Independent Film Awards oder die MTV Movie & TV Awards praktizieren.
Die Nominierungen wurden am 5. Dezember 2023 über sozialen Medien bekanntgegeben. Ähnlich wie bei der alljährlichen Oscarverleihung fand ein gemeinsames Essen aller Nominierten statt. Der Independent Spirit Awards Nominee Brunch wurde am 6. Januar im  Hotel Casa del Mar in Santa Monica ausgerichtet.

## Preisträger und Nominierungen

### Kino

#### Bester Film
Past Lives – In einem anderen Leben (Past Lives) – Produktion: David Hinojosa, Pamela Koffler und Christine Vachon
- nominiert:
  - All of Us Strangers – Produktion: Graham Broadbent, Pete Czernin und Sarah Harvey
  - Amerikanische Fiktion (American Fiction) – Produktion: Cord Jefferson, Jermaine Johnson, Nikos Karamigios und Ben LeClair
  - May December – Jessica Elbaum, Will Ferrell, Grant S. Johnson, Pamela Koffler, Tyler W. Konney, Sophie Mas, Natalie Portman, and Christine Vachon
  - Passages – Produktion: Michel Merkt und Saïd Ben Saïd
  - We Grown Now – Produktion: Minhal Baig und Joe Pirro

#### Bester Debütfilm
A Thousand and One – Regie: A. V. Rockwell; Produktion: Julia Lebedev, Rishi Rajani, Eddie Vaisman, Lena Waithe und Brad Weston
- nominiert:
  - All Dirt Roads Taste of Salt – Regie: Raven Jackson; Produktion: Maria Altamirano, Mark Ceryak, Barry Jenkins und Adele Romanski
  - Chronicles of a Wandering Saint – Regie: Tomás Gómez Bustillo (director); Produktion: Gewan Brown und Amanda Freedman
  - Earth Mama – Regie: Savanah Leaf; Produktion: Sam Bisbee, Shirley O’Connor, Medb Riordan und Cody Ryder
  - Upon Entry – Regie: Alejandro Rojas und Juan Sebastián Vásquez; Produktion: Sergio Adrià, Carlos Juárez, Alba Sotorra, Carles Torras und Xosé Zapata

#### Beste Regie
Celine Song – Past Lives – In einem anderen Leben (Past Lives)
- nominiert:
  - Andrew Haigh – All of Us Strangers
  - Todd Haynes – May December
  - William Oldroyd – Eileen
  - Ira Sachs – Passages

#### Bestes Drehbuch
Cord Jefferson – Amerikanische Fiktion (American Fiction)
- nominiert:
  - David Hemingson – The Holdovers
  - Laura Moss und Brendan J. O’Brien – birth/rebirth
  - Emma Seligman und Rachel Sennott – Bottoms
  - Celine Song – Past Lives – In einem anderen Leben (Past Lives)

#### Bestes Drehbuchdebüt
Samy Burch und Alex Mechanik – May December
- nominiert:
  - Tomás Gómez Bustillo – Chronicles of a Wandering Saint
  - Laurel Parmet – The Starling Girl
  - Noah Galvin, Molly Gordon, Nick Lieberman und Ben Platt – Theater Camp
  - Alejandro Rojas und Juan Sebastián Vásquez – Upon Entry

#### Beste Hauptrolle
Jeffrey Wright – Amerikanische Fiktion (American Fiction)
- nominiert:
  - Jessica Chastain – Memory
  - Greta Lee – Past Lives – In einem anderen Leben (Past Lives)
  - Trace Lysette – Monica
  - Natalie Portman – May December
  - Judy Reyes – birth/rebirth
  - Franz Rogowski – Passages
  - Andrew Scott – All of Us Strangers
  - Teyana Taylor – A Thousand and One
  - Teo Yoo – Past Lives – In einem anderen Leben (Past Lives)

#### Beste Nebenrolle
Da’Vine Joy Randolph – The Holdovers
- nominiert:
  - Erika Alexander – Amerikanische Fiktion (American Fiction)
  - Sterling K. Brown – Amerikanische Fiktion (American Fiction)
  - Noah Galvin – Theater Camp
  - Anne Hathaway – Eileen
  - Glenn Howerton – BlackBerry
  - Marin Ireland – Eileen
  - Charles Melton – May December
  - Catalina Saavedra – Rotting in the Sun
  - Ben Whishaw – Passages

#### Beste Nachwuchsleistung
Dominic Sessa – The Holdovers
- nominiert:
  - Marshawn Lynch – Bottoms
  - Atibon Nazaire – Mountains
  - Tia Nomore – Earth Mama
  - Anaita Wali Zada – Fremont

#### Beste Kamera
Eigil Bryld – The Holdovers
- nominiert:
  - Katelin Arizmendi – Monica
  - Jomo Fray – All Dirt Roads Taste of Salt
  - Pablo Lozano – Chronicles of a Wandering Saint
  - Pat Scola – We Grown Now

#### Bester Schnitt
Daniel Garber – How to Blow Up a Pipeline
- nominiert:
  - Santiago Cendejas, Gabriel Díaz und Sofía Subercaseaux – Rotting in the Sun
  - Stephanie Filo – We Grown Now
  - Jon Philpot – Theater Camp
  - Emanuele Tiziani – Upon Entry

#### Bester Dokumentarfilm
Olfas Töchter (Les filles d’Olfa) – Regie: Kaouther Ben Hania; Produktion: Nadim Cheikhrouha
- nominiert:
  - Bye Bye Tiberias (Bye Bye Tibériade) – Regie: Lina Soualem; Produktion: Jean-Marie Nizan
  - Going to Mars: The Nikki Giovanni Project – Regie: Joe Brewster und Michèle Stephenson; Produktion: Tommy Oliver
  - Kokomo City – Regie: D. Smith; Produktion: Bill Butle und Harris Doran
  - The Mother of All Lies (كذب أبيض Kadib Abyad) – Regie/Produktion: Asmae ElMoudir

#### Bester internationaler Film
Anatomie eines Falls (Anatomie d’une chute), Frankreich – Regie: Justine Triet
- nominiert:
  - Godland, Dänemark/Island – Regie: Hlynur Pálmason
  - Mami Wata, Nigeria – Regie: C.J. „Fiery“ Obasi
  - Tótem, Mexiko – Regie: Lila Avilés
  - The Zone of Interest, USA/Vereinigtes Königreich/Polen – Regie: Jonathan Glazer

#### Weitere Sonder- und Förderpreise

##### John Cassavetes Award
Nach John Cassavetes benannter Preis für den besten Independentfilm mit Produktionskosten unter 1 Million US-Dollar.
Fremont – Regie/Drehbuch: Babak Jalali; Drehbuch: Carolina Cavalli; Produktion: Rachael Fung, Chris Martin, Marjaneh Moghimi, George Rush, Sudnya Shroff und Laura Wagner
- nominiert:
  - The Artifice Girl – Regie/Drehbuch: Franklin Ritch; Produktion: Aaron B. Koontz und Ashleigh Snead
  - Cadejo Blanco – Regie/Drehbuch/Produktion: Justin Lerner; Produktion: Mauricio Escobar, Ryan Friedkin und Jack Patrick Hurley
  - Rotting in the Sun – Regie/Drehbuch: Sebastián Silva; Drehbuch: Pedro Peirano; Produktion: Jacob Wasserman
  - The Unknown Country – Regie/Drehbuch/Produktion: Morrisa Maltz; Drehbuch: Lily Gladstone; Produktion/Drehbuch: Lainey Bearkiller Shangreaux und Vanara Taing; Produktion: Katherine Harper, Laura Heberton und Tommy Heitkamp

##### Robert Altman Award – Bestes Ensemble
Auszeichnung für Regie, Casting-Regie und Schauspielensemble eines Films (einziger Preis neben dem für das beste Serien-Ensemble, der vorab allein vom Spirit-Awards-Nominierungskomitee vergeben wird)
Showing Up – Regie: Kelly Reichardt; Casting-Regie: Gayle Keller; Schauspielensemble: André 3000, Hong Chau, Judd Hirsch, Heather Lawless, James LeGros, John Magaro, Matt Malloy, Amanda Plummer, Maryann Plunkett, Denzel Rodriguez und Michelle Williams

##### Someone to Watch Award
Mit 25.000 US-Dollar dotierte Auszeichnung für Nachwuchsfilmemacher.
Monica Sorelle – Mountains
- nominiert:
  - Joanna Arnow – The Feeling That The Time For Doing Something Has Passed
  - Laura Moss – birth/rebirth

##### Producers Award
Mit 25.000 US-Dollar dotierte Auszeichnung für Nachwuchsproduzenten.
Monique Walton
- nominiert:
  - Rachael Fung
  - Graham Swon

##### Truer Than Fiction Award
Mit 25.000 US-Dollar dotierte Auszeichnung für junge Dokumentarfilmer. Es wurden vorab drei Nominierungen vergeben:
Set Hernandez – Unseen
- nominiert:
  - Jesse Short Bull und Laura Tomaselli – Lakota Nation vs. United States
  - Sierra Urich – Joonam

### Fernsehserien
| Film                  | N | A |
| --------------------- | - | - |
| The Last of Us        | 4 | 2 |
| I’m a Virgo           | 4 | 0 |
| Beef                  | 3 | 2 |
| Jury Duty             | 2 | 1 |
| Bienenschwarm         | 2 | 0 |
| The Changeling        | 2 | 0 |
| Dreaming Whilst Black | 2 | 0 |
| Shrinking             | 2 | 0 |
| Slip                  | 2 | 0 |

#### Beste neue Serie
Beef – Netflix
- Idee/Executive Producer: Lee Sung Jin
- Executive Producers: Steven Yeun, Ali Wong, Jake Schreier, Ravi Nandan und Alli Reich
- Co-Executive Producers: Alice Ju und Carrie Kemper

- nominiert:
  - Dreaming Whilst Black – Showtime
    - Idee/Executive Producer: Adjani Salmon
    - Executive Producers: Maximilian Evans, Natasha Jatania und Laura Seixas
    - Co-Executive Producers: Tanya Qureshi, Dhanny Joshi, Bal Samra und Thomas Stogdon

- - I’m a Virgo – Amazon Prime
    - Idee/Executive Producer: Boots Riley
    - Executive Producers:Tze Chun, Michael Ellenberg, Lindsey Springer, Jharrel Jerome, Rebecca Rivo
    - Co-Executive Producers: Marcus Gardley und Carver Karaszewski

- - Jury Duty – Amazon Freevee
    - Idee/Executive Producers:  Lee Eisenberg und Gene Stupnitsky
    - Executive Producers: David Bernad, Ruben Fleischer, Nicholas Hatton, Cody Heller, Todd Schulman, Jake Szymanski und Andrew Weinberg

- - Slip – The Roku Channel
    - Idee/Executive Producer: Zoe Lister-Jones
    - Executive Producers: Ro Donnelly, Dakota Johnson, Katie O’Connell Marsh, David Fortier und Ivan Schneeberg

#### Beste nicht-fiktionale oder Dokumentarserie
Dear Mama – FX
- Executive Producers: Lasse Järvi, Quincy „QD3“ Jones III, Staci Robinson, Nelson George, Charles D. King, Peter Nelson, Adel „Future“ Nur, Jamal Joseph, Ted Skillman, Allen Hughes, Steve Berman, Marc Cimino, Jody Gerson, John Janick, Nicholas Ferrall und Nigel Sinclair
- nominiert:
  - Deadlocked: How America Shaped the Supreme Court – Showtime
    - Executive Producers: Vinnie Malhotra, Aaron Saidman, Eli Holzman und Dawn Porter

- - Murder in Big Horn – Showtime
    - Executive Producers: Matthew Galkin und Vinnie Malhotra
    - Co-Executive Producers: Lisa Kalikow und Joshua Levine

- - Stolen Youth: Inside the Cult at Sarah Lawrence – Hulu
    - Executive Producers: Mindy Goldberg, Dan Cogan, Liz Garbus, Jon Bardin, Zach Heinzerling, Krista Parris, Daniel Barban Levin und Felicia Rosario
    - Co-Executive Producers: Julie Gaither

- - Wrestlers – Netflix
    - Executive Producers: Greg Whiteley und Ryan O’Dowd
    - Co-Executive Producers: Alejandro Melendez und Adam Leibowitz

#### Beste Hauptrolle in einer neuen Serie
Ali Wong – Beef
- nominiert:
  - Emma Corrin – A Murder at the End of the World
  - Dominique Fishback – Bienenschwarm (Swarm)
  - Betty Gilpin – Mrs. Davis
  - Jharrel Jerome – I’m a Virgo
  - Zoe Lister-Jones – Slip
  - Bel Powley – Ein Funken Hoffnung – Anne Franks Helferin (A Small Light)
  - Bella Ramsey – The Last of Us
  - Ramón Rodríguez – Will Trent
  - Steven Yeun – Beef

#### Beste Nebenrolle in einer neuen Serie
Nick Offerman – The Last of Us
- nominiert:
  - Murray Bartlett – The Last of Us
  - Billie Eilish – Bienenschwarm (Swarm)
  - Jack Farthing – Rain Dogs
  - Adina Porter – The Changeling
  - Lewis Pullman – Eine Frage der Chemie (Lessons in Chemistry)
  - Benny Safdie – The Curse
  - Luke Tennie – Shrinking
  - Olivia Washington – I’m a Virgo
  - Jessica Williams – Shrinking

#### Beste Nachwuchsleistung in einer neuen Serie
Keivonn Montreal Woodard – The Last of Us
- nominiert:
  - Clark Backo – The Changeling
  - Aria Mia Loberti – Alles Licht, das wir nicht sehen (All the Light We Cannot See)
  - Adjani Salmon – Dreaming Whilst Black
  - Kara Young – I’m a Virgo

#### Bestes Schauspielensemble in einer neuen Serie
Einziger Preis neben dem Robert Altman Award, der vorab allein vom Spirit-Awards-Nominierungskomitee vergeben wird:
Jury Duty – Alan Barinholtz, Susan Berger, Cassandra Blair, David Brown, Kirk Fox, Ross Kimball, Pramode Kumar, Trisha LaFache, Mekki Leeper, James Marsden, Edy Modica, Kerry O’Neill, Rashida Olayiwola, Whitney Rice, Maria Russell, Ishmel Sahid, Ben Seaward, Ron Song und Evan Williams